# Южна Корсика
Южна Корсика (на френски: Corse-du-Sud) е департамент в регион Корсика, югоизточна Франция. Образуван е през 1976 година с разделянето на дотогавашния департамент Корсика. Площта му е 4014 км², а населението – 155 361 души (2016). Административен център е град Аячо.